# Залізниця Конья-Єнідже
Залізниця Конья–Єнідже (тур. Konya-Yenice demiryolu) — частково електрифікована залізниця довжиною 344,7 км на півдні Туреччини. 
Залізниця є основним маршрутом, що сполучає середземноморське узбережжя Туреччини з внутрішніми районами Анатолії, а також єдиною залізничною лінією через Таврські гори. 
Залізниця починається в Коньї та прямує на південний схід через Караман до відгалуження на південь біля Улукишла та з'єднання із залізницею Адана–Мерсін в Єнідже. 
Дистанція між Коньєю і Караманом класифікується як залізниця високого стандарту, а решта маршруту класифікується як звичайна залізниця.
Залізниця Конья–Єнідже була побудована у складі Багдадської залізниці в основному в 1904 — 1912 роками, а останній відтінок завдовжки 36 км було завершено в 1918 році.

Під час Першої світової війни вона відіграла важливу роль у транспортуванні військ і матеріальних засобів до фронтів у Месопотамії та Палестині. 
Було проведено численні інженерні роботи для будівництва через Таврські гори, найвідомішим з яких є віадук Варда.
Перша дистанція маршруту між Коньєю та Караманом – електрифікована двоколійна високошвидкісна залізниця, на якій курсують високошвидкісні поїзди YHT. 
Ця дистанція залізниці завдовжки 106 км дозволяє розвивати швидкість до 200 км/год, що робить її найшвидшою звичайною залізницею в Туреччині, за винятком виділених високошвидкісних залізничних ліній. 

Планується модернізація всієї залізниці, будується друга дистанція між Караманом і Улукишла. 
Ці оновлення містимуть електрифікацію, сигналізацію ECTS, додавши другу колію та оновивши смугу відводу, щоб дозволити розвивати швидкість до 200 км/год. 
Проект щодо третьої дистанції, між Улукишла та Єнідже, були завершені, і тендер було оголошено в серпні 2021 року. 

## Операції
Залізниця Конья–Єнідже обслуговує пасажирські та вантажні перевезення від трьох різних операторів. 
TCDD Taşımacılık (TCDDT) здійснює високошвидкісні пасажирські перевезення на лінії переважно між Коньєю та Караманом. 
Проте щоденний міжміський поїзд з Кайсері до Адани використовує цю лінію, щоб перетнути Таврські гори. 
Щоденний міжміський поїзд між Коньєю та Аданою також використовував цю лінію до 12 березня 2020 року, коли курсування було призупинено через пандемію COVID-19. 
Маршрут в основному призначений для вантажних залізниць, оскільки більшість поїздів TCDDT курсують по ньому – вантажні поїзди. 
Два приватні оператори також курсують вантажні поїзди на залізниці. 
Körfez Ulaştırma (KUAŞ) обслуговує вантажні поїзди, що перевозять рідке паливо з Кириккале до Мерсін, тоді як OYAK керує вантажними потягами, що перевозять масові вантажі з Аліага та Паяс до Кайсері. 

| Train type             | Route                                                          | Frequency      | Operator         |
| ---------------------- | -------------------------------------------------------------- | -------------- | ---------------- |
| High-speed             | Конья – Караман                                                | 3 рази на день | TCDD Taşımacılık |
| Konya-Karaman Regional | Конья – Караман                                                | 4 рази на день | TCDD Taşımacılık |
| Taurus Express         | Конья – Караман – Ереглі – Улукишла – Позанти – Єнідже – Адана | Daily          | TCDD Taşımacılık |
| Erciyes Express        | Кайсері – Нігде – Улукишла – Позанти – Єнідже – Адана          | Daily          | TCDD Taşımacılık |